# Namaquanula bruce-bayeri
Namaquanula bruce-bayeri là một loài thực vật có hoa trong họ Amaryllidaceae. Loài này được D.Müll.-Doblies & U.Müll.-Doblies mô tả khoa học đầu tiên năm 1985.